# À perdre la raison
À perdre la raison è un film del 2012 diretto da Joachim Lafosse.

## Colonna sonora
- Femmes je vous aime (Julien Clerc)
- Stabat Mater (Joseph Haydn)
- Ils s'aiment (Daniel Lavoie)

## Premi e riconoscimenti
- 2012 - Premio André Cavens
- 2013 - Premi Magritte: miglior film, miglior regista, migliore attrice, miglior montaggio